# Some Bizzare Album
Some Bizzare Album – to składanka wydana przez Some Bizzare Records w 1981. Zawiera pierwsze piosenki zespołów, które właśnie zaczynały swą karierę. Zawiera m.in. piosenkę „Photographic” brytyjskiej grupy Depeche Mode.

## Lista utworów

### Fish Side
1. Illustration – „Tidal Flow”
2. Depeche Mode – „Photographic”
3. The The – „(Untitled)”
4. B-Movie – „Moles”
5. Jell – „I Dare Say it Will Hurt a Little”
6. Blah Blah Blah – „Central Park”

### Eye Lamp Side
1. Blancmange – „Sad Day”
2. Soft Cell – „The Girl with the Patent Leather Face”
3. Neu Electrikk – „Lust of Berlin”
4. Naked Lunch – „La Femme”
5. The Fast Set – „King of the Rumbling Spires”
6. The Loved One – „Observations”

### 2008 CD Reissue Bonus Tracks
1. The Normal – „Warm Leatherette”
2. Fad Gadget – „Back to Nature”
3. The Residents – „The Act of Being Polite”